# Route nationale 512
Die N512 war von 1933 bis 1973 eine französische Nationalstraße, die zwischen Sevrier und Grenoble verlief. Ihre Länge betrug 114 Kilometer. Bis 2006 gab es noch auf dem Abschnitt zwischen La Ravoire und Chambéry in parallelführung zur N6 eine N512, für die die N512E mit übernommen wurde.

## N512a
Die N512A war von 1934 bis 1973 ein Seitenast der N512, der von dieser in La Tronche abzweigte und nach Meylan verlief. Die Länge betrug 4 Kilometer.

## N512e
Die N512E war von 1934 bis 1973 ein Seitenast der N512, der von dieser in Saint-Alban-Leysse abzweigte zur N6 in La Ravoire verlief. Sie wurde 1978 Teil der N512 und trägt heute die Nummer D1512.